# Pod Obrovou nohou
Pod Obrovou nohou je přírodní památka v okrese Prostějov severozápadně od obce Ondratice a jihozápadně od obce Otaslavice, na jejímž katastru leží. Chráněné území je v péči Krajského úřadu Olomouckého kraje.

## Předmět ochrany
Důvodem ochrany je pestrá mozaika luk, pastvin a lesíků.

## Fotogalerie

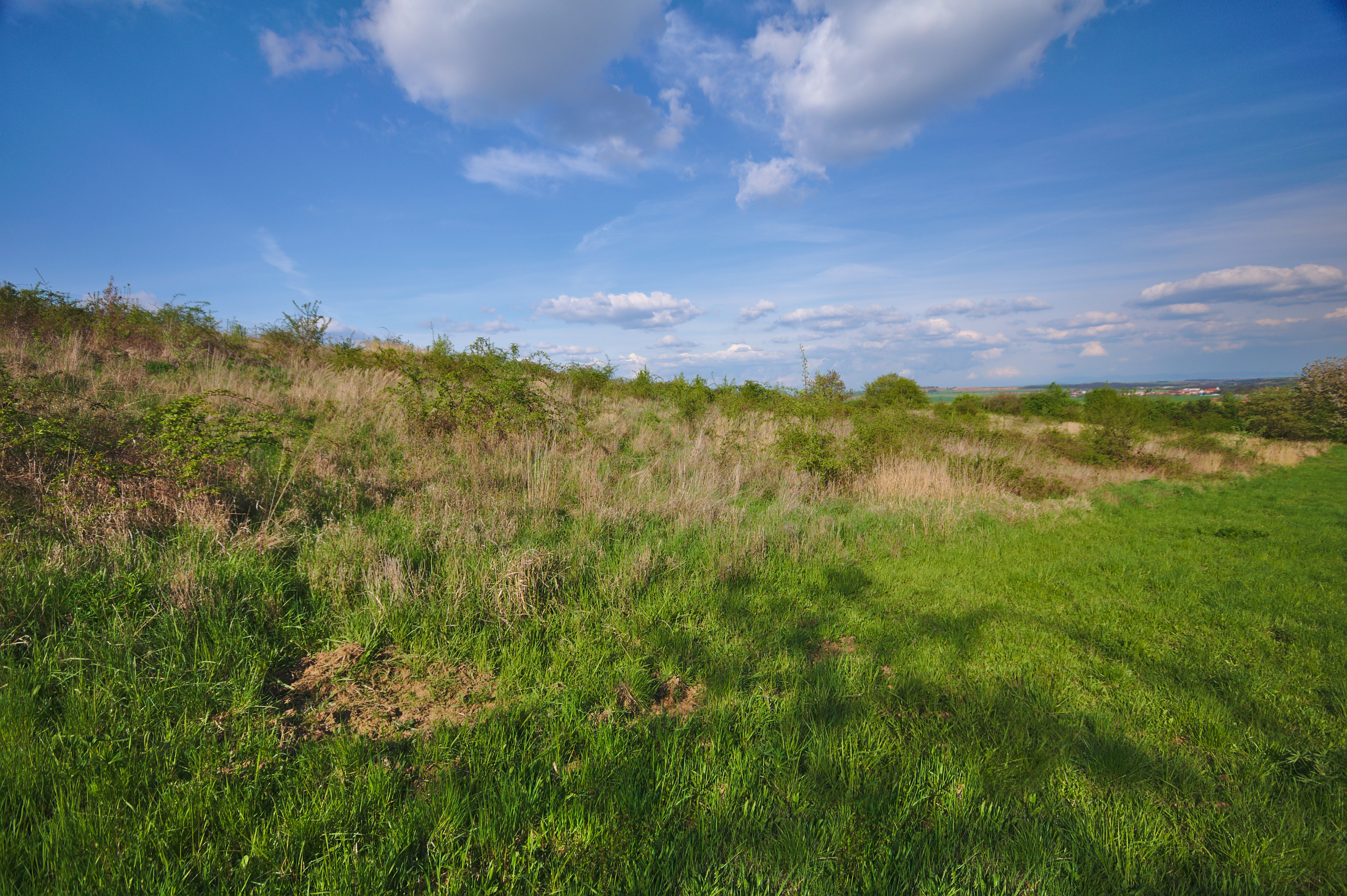
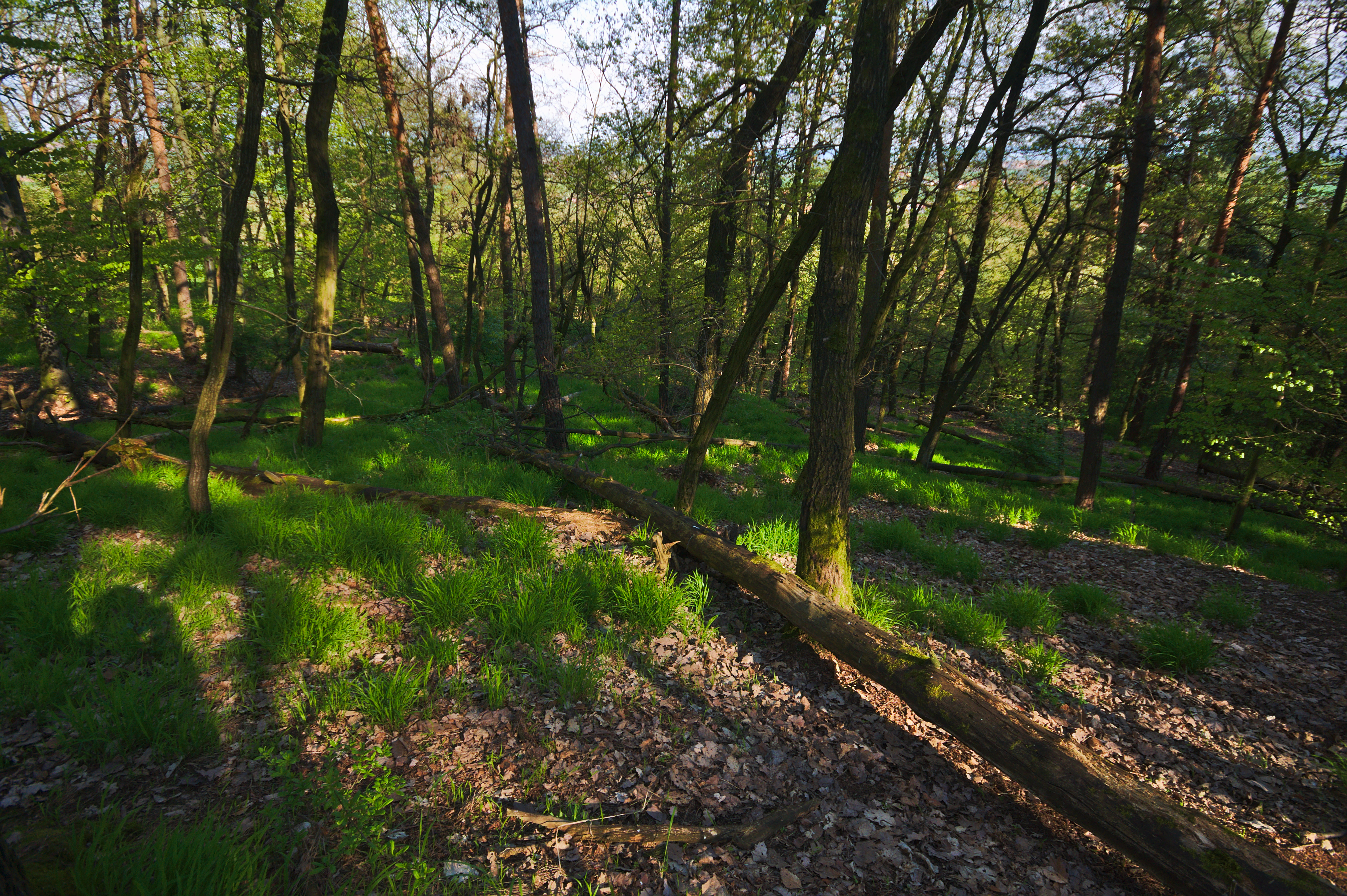
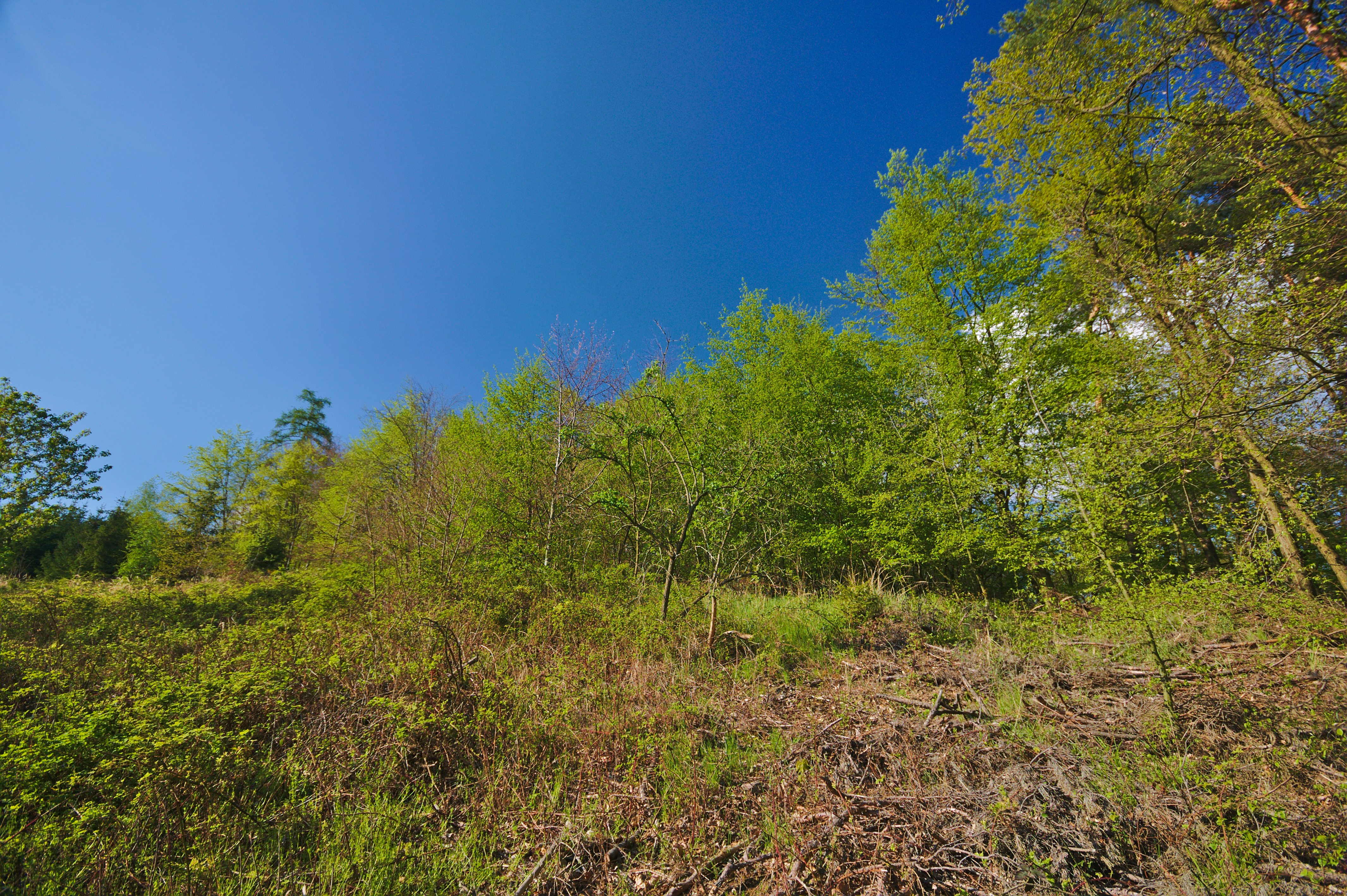